# Coatbridge

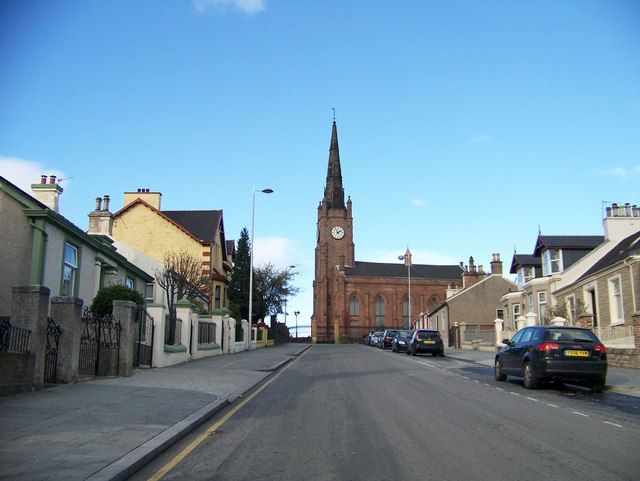
Coatbridge: la chiesa di Sant'Andrea

Coatbridge (in: Scots: Cotbrig o Coatbrig ; in gaelico scozzese: Drochaid a' Chòta; 17,66 km²) è un ex burgh di circa 40.000 abitanti della Scozia sud-occidentale, facente parte dell'area amministrativa del Lanarkshire Settentrionale e dell'agglomerato urbanto della Great Glasgow.
La località fu in passato un importante centro minerario e industriale.

## Geografia fisica
Coatbridge si trova a 9 miglia ad est di Glasgow.

## Storia
Nel medioevo, la area fu conoscuita come Monklands a causa dei monaci che possedevano la terra. In 1641 fu divisa nel due parrocchie cioè 'Old Monkland' (Coatbridge odierna) e 'New Monkland' (Airdrie odierna).
Nel XIX secolo, Coatbridge divenne un importante centro minerario ed industriale per la lavorazione e l'estrazione del ferro e dell'acciaio.
Quest'attività cadde però in declino negli anni venti del XX secolo e chiuse i battenti nel 1967.

## Monumenti e luoghi d'interesse

### Drumpellier Country Park
Tra i luoghi d'interesse di Coatbridge, figura il Drumpellier Country Park, un parco di 550 acri che comprende due loch naturali.

### Chiesa di Sant'Andrea
Questa chiesa in stile neogotica appartiene alla Chiesa di Scozia e fu stabilita nel 1839 come la chiesa parrocchiale di Gartsherrie. Nel 1993 fu unita con altre chiese nella zona ed è diventata la chiesa di Sant'Andrea. Di nuovo nel 2008 fu unita con una altra chiesa locale.
La chiesa contiene un organo Willis del 1870.

### Le Chiese Cattoliche
Coatbridge ha un buon numero di parrocchie cattoliche a causa del gran numero dei immigranti irlandesi che arrivarono dal XIX secolo. Ci sono le chiese in stile neogotico San Patrizio fondata nel 1845, Santa Maria (nella zona di Whifflet) fondata nel 1874, e Sant'Agostino fondata nel 1892.

### Summerlee - The Museum of Scottish Industrial Life
Altro luogo d'interesse è il Summerlee - The Museum of Scottish Industrial Life, un museo dedicato al passato minerario e industriale della città.

## Società

### Evoluzione demografica
Al censimento del 2011, Coatbridge contava una popolazione pari a 43.841 abitanti.
La località ha conosciuto un incremento demografico rispetto al 2001, quando contava 41.170abitanti; nel 1991, contava invece 43.467 abitanti.

## Cultura

### Eventi
- Festival di San Patrizio[4]

## Sport
- La squadra di calcio locale è l'Albion Rovers Football Club, club fondato nel 1882[10]